# Volkswagen Vento
Volkswagen Vento (укр. Вольксваген Венто) — седан компактного класу, що випускався концерном Volkswagen з 1992 по 1998 рр. і прийшов на зміну моделі Volkswagen Jetta II.
З 2011 року в Індії пропонується модель Volkswagen Vento, яка є копією Polo sedan.

## Історія моделі

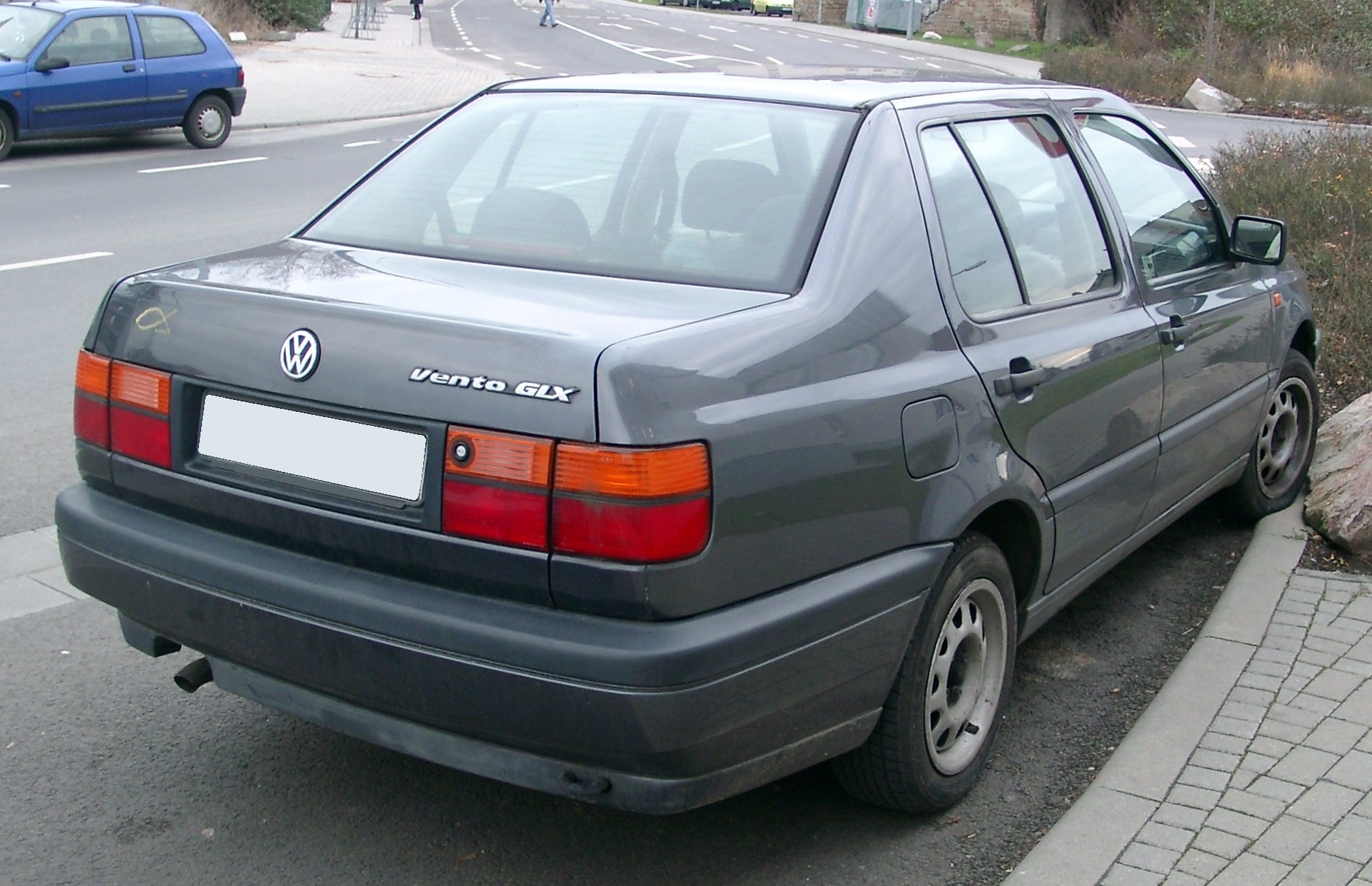
Volkswagen Vento (1992—1995)

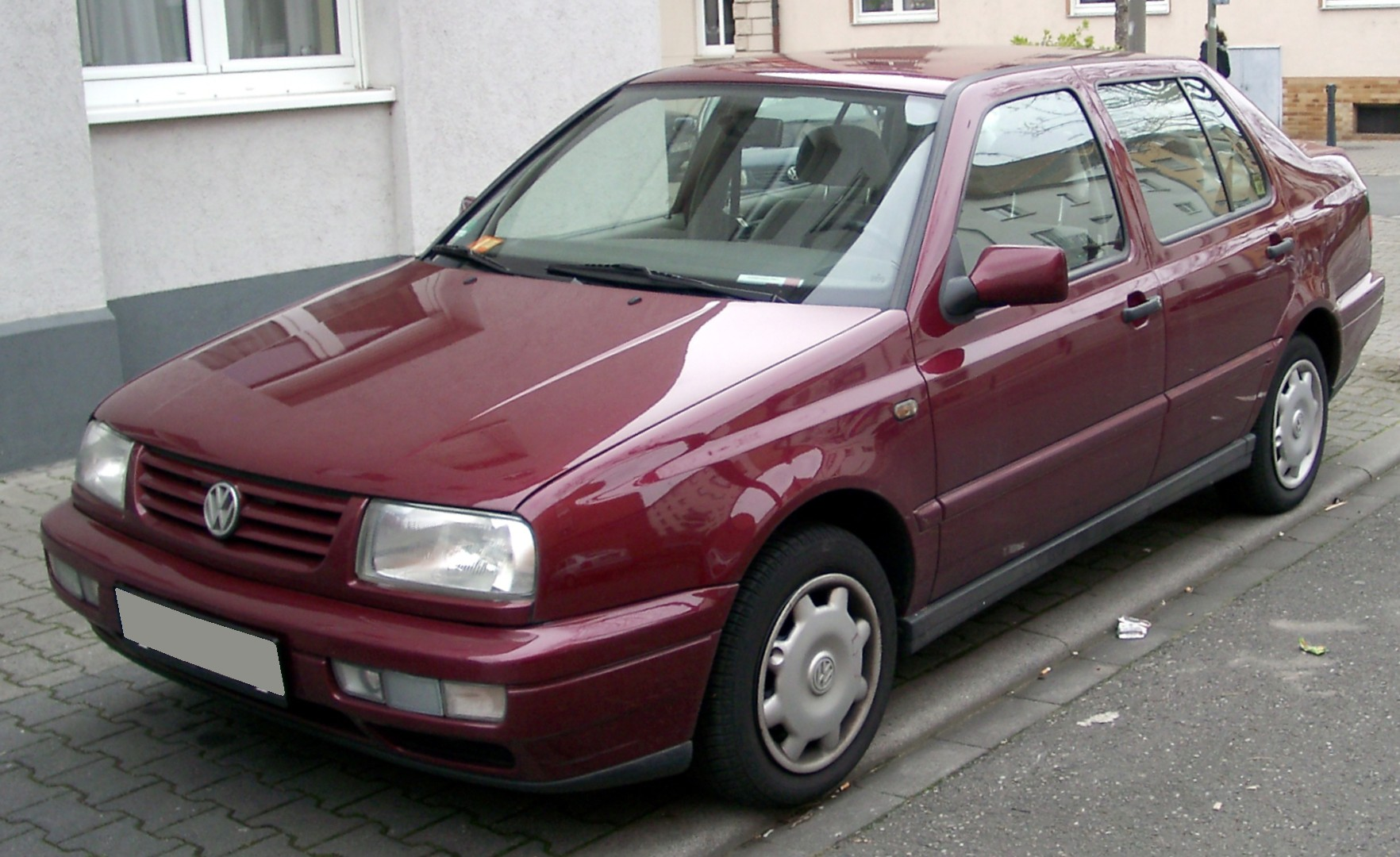
Volkswagen Vento після фейсліфту (1995—1998)

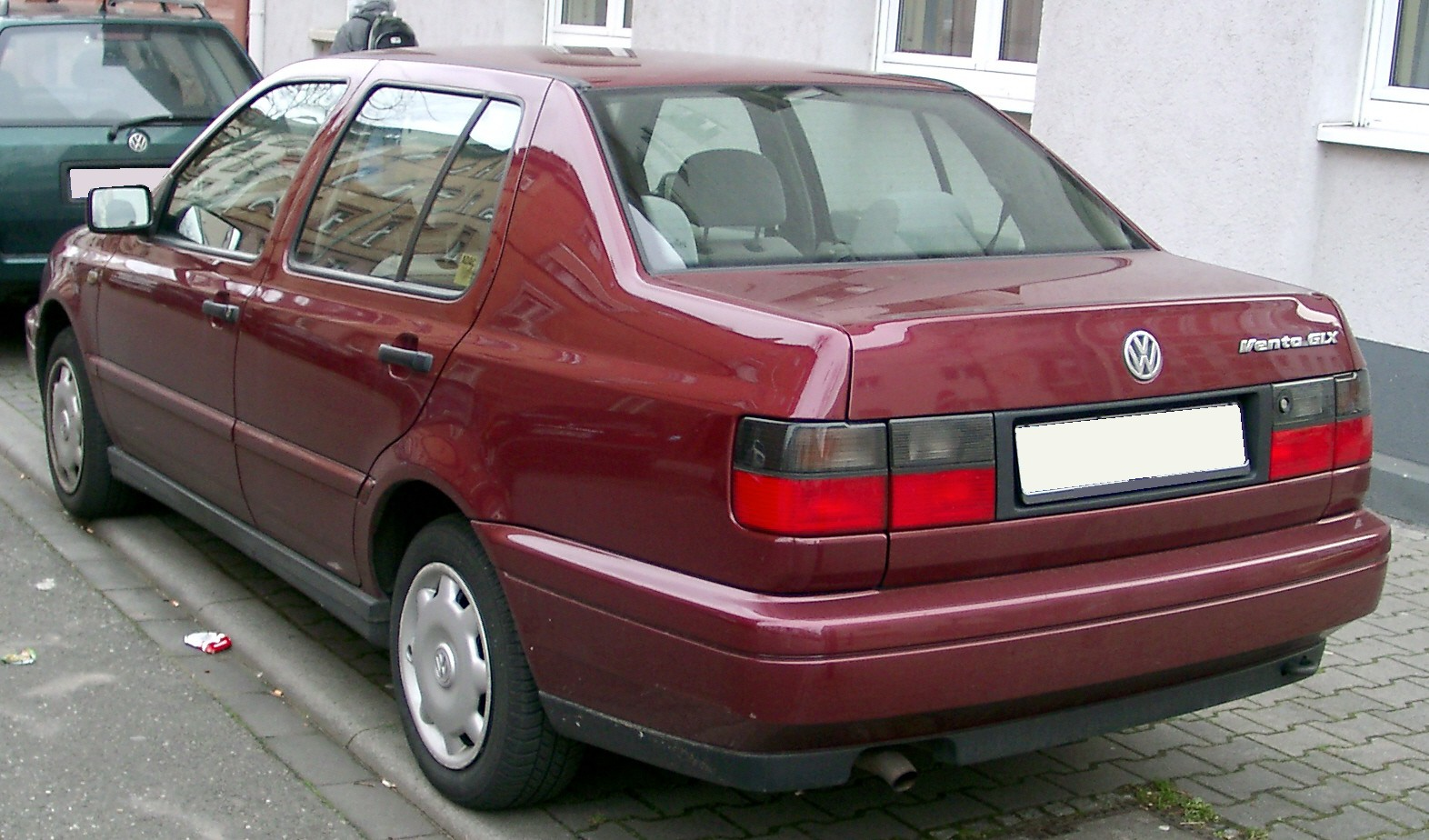
Volkswagen Vento після фейсліфту (1995—1998)

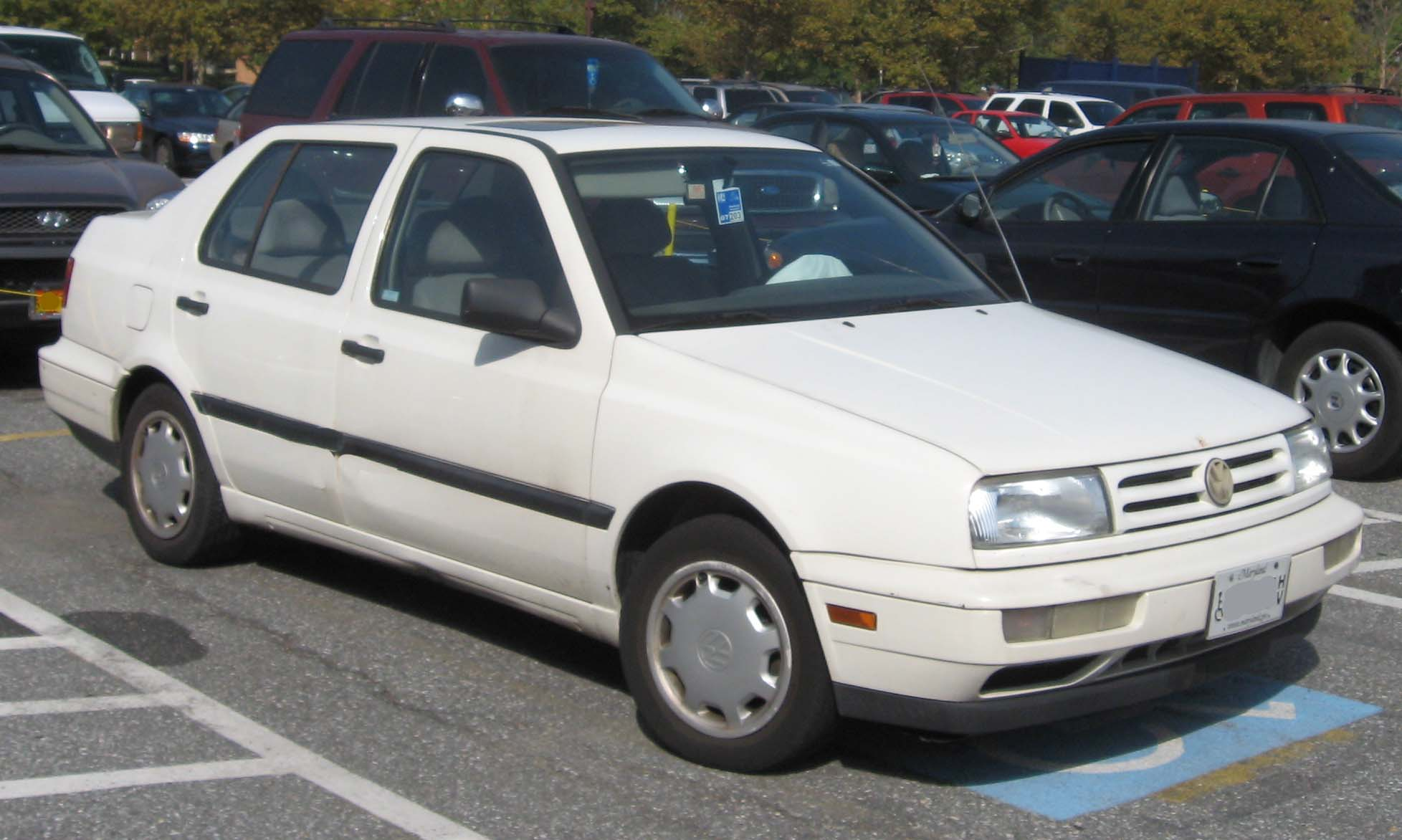
Volkswagen Jetta III для ринку США

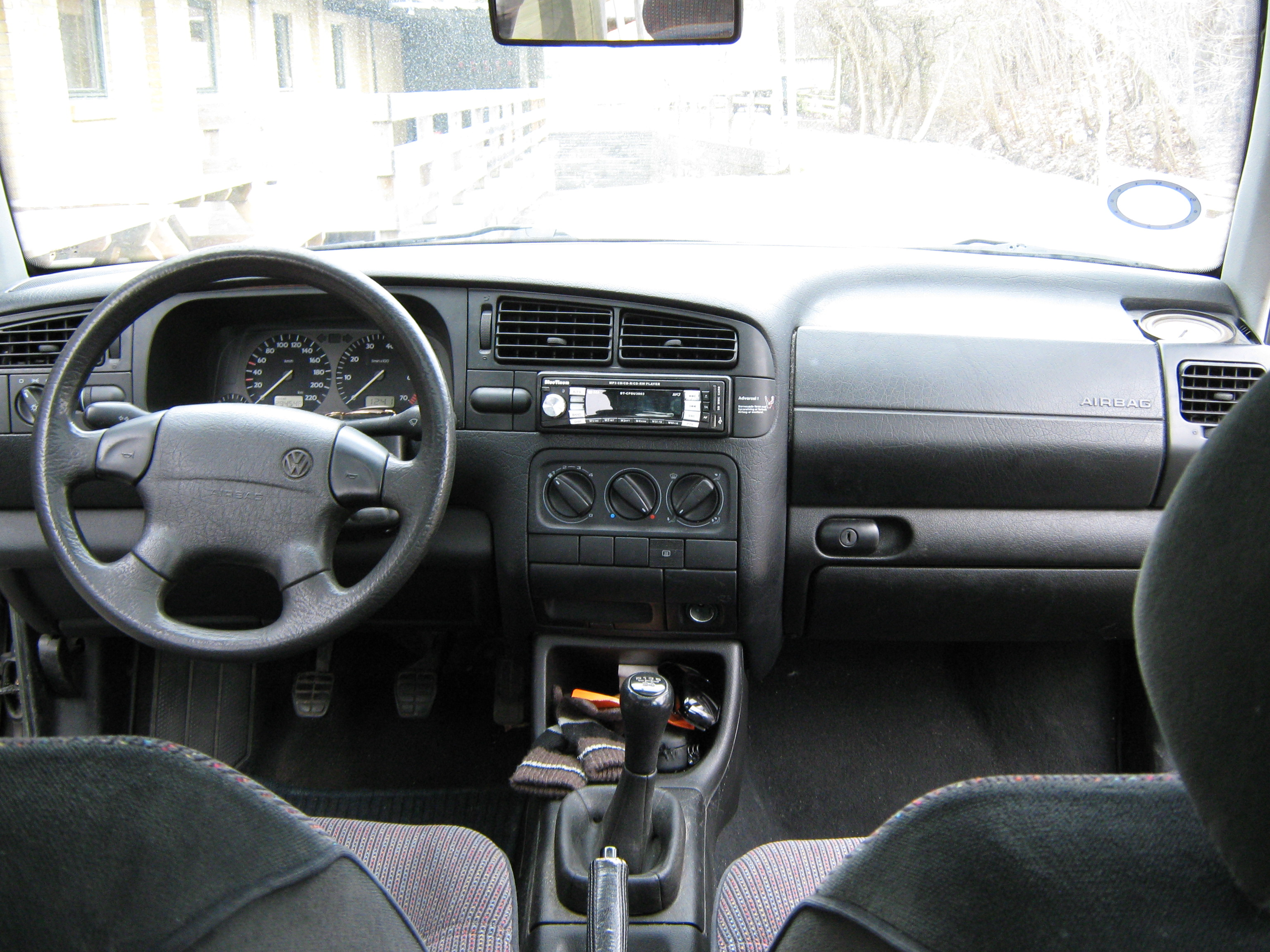
салон Volkswagen Vento

Дебют седана Volkswagen Vento відбувся в 1992 році. Назва автомобіля в перекладі з італійської означає «вітер».
В 1993 році Volkswagen Vento почав продаватися на ринку США під назвою Volkswagen Jetta III.
В 1995 році модель модернізували, змінивши зовнішній вигляд і оснащення.
Випускався Vento до 1998 року включно, поки на зміну йому не прийшла нова модель Bora.

## Опис моделі
Volkswagen Vento був створений на базі моделі Golf III і з технічної точки зору практично нічим не відрізняється від цієї моделі. Зовні Vento відрізнявся лише незначними деталями на зразок оригінальної світлотехніки, решітки радіатора, бамперів і, звичайно ж, формою кузова. Однак Vento був трохи крупніше за рахунок окремого багажника, обсяг якого при не складених задніх кріслах становив 550 літрів, а при складених 850 літрів.
Салон Volkswagen Vento досить просторий для свого класу. За габаритами седан становить 4380 мм у довжину, 1695 завширшки і 1425 мм у висоту.
Найпопулярнішими є версії седана з індексами GTI і VR6. Ці версії відрізняє багатше оздоблення салону, а найголовніше потужний двигун у них під капотом. Версія GTI до 1993 року оснащувалася 2,0-літровим 8-клапанним двигуном потужністю 115 к.с., а після 1993 — вже 16-клапанним двигуном того ж обсягу потужністю 150 к.с.
Двигун VR6 буває двох видів. З переднім приводом обсяг якого становить 2,8 літра (174 к.с.) і повнопривідні версії Syncro (з'явилися в кінці 1994 року) з двигуном об'ємом 2,9 літри потужністю 190 к.с. Це оснащення стандартного варіанту.
Безумовно, такі двигуни порадують автовласника хорошою динамікою, але за це доведеться розплатитися більш дорогим сервісом і високою витратою бензину. Наприклад, двигун 2,8 л споживає 15 л на 100 км. Тому найбільш оптимальними вважаються двигуни об'ємом 1,6 л / 75 к.с. і 1,8 л / 90 к.с. З 1996 року на Vento стали встановлювати двигун об'ємом 1,6 л і потужністю 100 к.с.
Є і дизельні версії седана. Найслабшим з них був 1,9 л потужністю 64 л.с. Такий самий двигун, але з турбонаддувом видає або 75, або 90 к.с. З літа 1996 року з'явився 1,9-літровий турбодизель нової конструкції потужністю вже 110 к.с.
Підвіску Vento запозичив у Golf спереду McPherson зі стабілізатором поперечної стійкості, а позаду так звана напівзалежна балка (у повнопривідних версіях задня також незалежна).
У 2011 в Індії була представлена модель Vento, яка якісно відрізнялась від першопрохідців лінійки. У результаті редизайну, Vento отримав новий бампер з горизонтальними, прямокутними протитуманними вогнями. Трикомпонентна решітка радіатора стала більшою. На капоті з'явились виразніші вигини. Задня частина відмітилась оновленими вогнями, які імітують світлодіодне освітлення. Задній бампер зробив Vento ширшим. Автомобіль отримав чимало хромованих декоративних елементів екстер'єру, включаючи: дверні ручки, облицювання переднього і заднього бамперів, та вихлопні труби. У салоні водія зустріне кольорова схема коричневого та бежевого та більше сучасного обладнання. Інтер'єр став вишуканішим. У базу топових моделей увійшли круїз-контроль, функція охолодження бардачка, педаль для відпочинку лівої ноги, кнопка для дистанційного відкривання багажного відділення, складні бічні дзеркала з електроприводом та LED індикаторами. Покращились параметри управління. Під капотом зустрічаються бензинові та дизельні силові агрегати. Окремої уваги вартує продуктивна коробка передач DSG. 

## Двигуни
| Бензинові     | Бензинові         | Бензинові | Бензинові                        | Бензинові                  | Бензинові             | Бензинові    | Бензинові | Бензинові        | Бензинові |
| Модель        | Циліндри/ Клапани | Об'єм см³ | Потужність                       | Крутний момент             | Код двигуна           | 0-100 км/год | Vмакс     | Роки виробництва |           |
| ------------- | ----------------- | --------- | -------------------------------- | -------------------------- | --------------------- | ------------ | --------- | ---------------- | --------- |
| 1.6           | 4/8               | 1598      | 55 kW (75 к.с.) при 5200 min−1   | 126 Нм при 2600 min−1      | ABU                   | 14,0 s       | 168 km/h  | 08/1992–09/1994  |           |
| 1.6           | 4/8               | 1598      | 55 kW (75 к.с.) при 5200 min−1   | 128 Нм при 2800 min−1      | AEA                   | 14,0 s       | 168 km/h  | 10/1994–07/1995  |           |
| 1.6           | 4/8               | 1598      | 55 kW (75 к.с.) при 4800 min−1   | 135 Нм при 2800–3600 min−1 | AEE                   | 14,0 s       | 168 km/h  | 07/1995–12/1997  |           |
| 1.6           | 4/8               | 1595      | 74 kW (100 к.с.) при 5800 min−1  | 135 Нм при 4400 min−1      | AEK                   | 11,7 s       | 188 km/h  | 10/1994–12/1995  |           |
| 1.6           | 4/8               | 1595      | 74 kW (100 к.с.) при 5800 min−1  | 140 Нм при 3500 min−1      | AFT                   | 11,7 s       | 188 km/h  | 01/1996–07/1998  |           |
| 1.8           | 4/8               | 1781      | 55 kW (75 к.с.) при 5000 min−1   | 140 Нм при 2500 min−1      | AAM / ANN             | 14,8 s       | 168 km/h  | 01/1992–07/1998  |           |
| 1.8           | 4/8               | 1781      | 66 kW (90 к.с.) при 5500 min−1   | 145 Нм при 2500 min−1      | ABS / ADZ / ANP / ADD | 12,7 s       | 180 km/h  | 01/1992–07/1998  |           |
| 2.0           | 4/8               | 1984      | 85 kW (115 к.с.) при 5400 min−1  | 166 Нм при 3200 min−1      | 2E / ADY / ADC        | 10,6 s       | 196 km/h  | 01/1992–06/1995  |           |
| 2.0           | 4/8               | 1984      | 85 kW (115 к.с.) при 5400 min−1  | 166 Нм при 2600 min−1      | AGG                   | 10,6 s       | 196 km/h  | 07/1995–07/1998  |           |
| 2.8 VR6       | 6/12              | 2792      | 128 kW (174 к.с.) при 5800 min−1 | 235 Нм при 4200 min−1      | AAA                   | 8,0 s        | 224 km/h  | 01/1992–07/1998  |           |
| Дизельні      |                   |           |                                  |                            |                       |              |           |                  |           |
| Модель        | Циліндри/ Клапани | Об'єм см³ | Потужність                       | Крутний момент             | Код двигуна           | 0-100 км/год | Vмакс     | Роки виробництва |           |
| 1.9 D         | 4/8               | 1896      | 47 kW (64 к.с.) при 4400 min−1   | 124 Нм при 2000–3000 min−1 | 1Y                    | 18,3 s       | 156 km/h  | 01/1992–07/1998  |           |
| 1.9 SDI (VEP) | 4/8               | 1896      | 47 kW (64 к.с.) при 4200 min−1   | 125 Нм при 2200—2800 min−1 | AEY                   | 18,3 s       | 156 km/h  | 07/1995–07/1998  |           |
| 1.9 TD        | 4/8               | 1896      | 55 kW (75 к.с.) при 4200 min−1   | 150 Нм при 2400–3400 min−1 | AAZ                   | 15,7 s       | 165 km/h  | 01/1992–07/1998  |           |
| 1.9 TDI (VEP) | 4/8               | 1896      | 66 kW (90 к.с.) при 4000 min−1   | 202 Нм при 1900 min−1      | 1Z / AHU              | 13,2 s       | 178 km/h  | 07/1993–07/1998  |           |
| 1.9 TDI (VEP) | 4/8               | 1896      | 81 kW (110 к.с.) при 4150 min−1  | 235 Нм при 1900 min−1      | AFN                   | 11,2 s       | 193 km/h  | 02/1996–07/1998  |           |

## Зноски
1. 1 2  Каталог Volkswagen Vento [Архівовано 8 серпня 2010 у Wayback Machine.] 24.10.2010
2. ↑  Як ми тестували Volkswagen Vento. automoto.ua. Архів оригіналу за 1 грудня 2016. Процитовано 1 грудня 2016.
3. ↑  240 Nm bei Verwendung von Super Plus 98 ROZ